# Adonisea florida
Adonisea florida är en fjärilsart som beskrevs av Achille Guenée 1852. Adonisea florida ingår i släktet Adonisea och familjen nattflyn. Inga underarter finns listade i Catalogue of Life.